# Pelecinidae
Pelecinidae zijn een familie uit de orde van de vliesvleugeligen (Hymenoptera).